# 마차철도

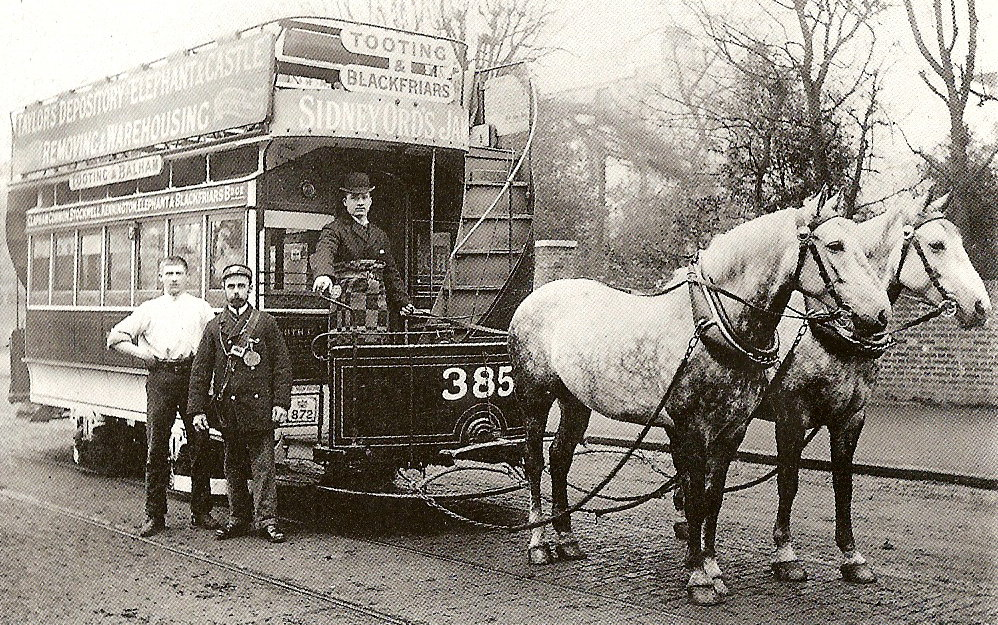
런던의 마차철도, 1890년 경.

마차철도(馬車鐵道, 영어: Horsecar)는 교통수단의 하나로, 마차에 의해서 견인되는 철도이다.

## 개요
마차철도는 기계력을 사용하는 철도가 개발되기 이전부터, 목제 궤도를 부설하는 식으로 사용되어 왔다. 18세기 경에 각종 화물을 대량으로 수송하기 위하여, 말이 견인하는 수레를 궤도 위에 올려 다니게 하는 기술이 도입되었으며, 궤도 기술이 발전하면서 점차 성능이 양호한 철제 레일을 사용하는 식으로 개량되어 왔다. 이러한 기술적 발전은 증기기관
을 사용하는 증기철도에도 이어지게 된다.
한편, 이러한 화물용인프라가 장대화 되면서 여객 수송 용도로서 가치를 가지게 된다. 영국 웨일즈에서 1807년에 이러한 화물용 마차철도 상에서 여객 영업을 실시한 예가 존재한다. 이후 마차철도는 증기 기관에 의한 철도가 확산되기까지 역마차와 함께 내륙의 여객운송을 담당하게 되었다.
또한, 증기기관이 철도에 도입된 이후로도, 도시 내부의 교통은 증기기관의 폭발 위험이나 매연 배출로 인해서 꺼려지게 되는데, 이러한 단점을 대체하기 위하여 도시 내에 마차철도를 부설하기도 하였다. 마차철도는 한 때 세계 각지의 도시에서 운행되어 왔으나, 1860년대에 이르러 전기를 사용한 노면전차가 등장하면서 점차 대체되어 사라지게 된다. 노면전차에 대비하여 마차철도는 말이나 나귀를 사용하는 만큼, 말의 사육을 위한 대규모의 시설이 소요되고, 또한 동물을 부려야 하는 만큼 그 운행이 안정적이지만은 않았기 때문이다.
마차철도는 이로써 일선의 교통 수단으로서 수명을 다 하였으나, 일부 지역에서는 관광 용도로 남겨지거나, 다시 부활하기도 하였다.

## 같이 보기
- 철도
- 노면전차